# Encentrum salinum
Encentrum salinum is een raderdiertjessoort uit de familie Dicranophoridae. De wetenschappelijke naam van deze soort is voor het eerst geldig gepubliceerd in 1997 door Dartnall.